# UFC Fight Night 3
UFC Fight Night 3 foi um evento de artes marciais mistas promovido pelo Ultimate Fighting Championship, ocorrido em 16 de janeiro de 2006 no Hard Rock Hotel and Casino em Paradise, Nevada.
O evento principal da noite foi entre Tim Sylvia e Assuério Silva, para decidir quem seria o próximo desafiante do cinturão de Andrei Arlovski na categoria peso pesado.
Durante esse evento Dana White confirmou a luta entre Matt Hughes e Royce Gracie ocorreria no UFC 60.

## Bônus da Noite
- Luta da Noite:  Melvin Guillard vs.  Josh Neer